# Doraops zuloagai
Doraops zuloagai — єдиний вид роду Doraops з родини Бронякові ряду сомоподібних.

## Опис
Загальна довжина досягає 50 см. Голова широка і трохи сплощена. На морді є 3 пари вусиків. Мають присадкуватий фігуру з широким тулубом. Перед спинним плавцем є добре розвинена кістяна пластина. Спинний плавець високий, з шипом на першому. Уздовж бічної лінії є добре розвинені кісткові колючі щитки. Грудні плавці широкі, з сильними шипами. Жировий плавець невеличкий. Анальний плавець має коротку основу. Хвостове стебло вузьке.

## Спосіб життя
Віддає перевагу спокійним, заболоченим місцям з мулистими ґрунтами. Активна вночі. Вдень ховається біля дна водойм. Живиться крабами, червами, креветками і равликами.
Є об'єктом місцевого рибальства.

## Розповсюдження
Поширено в озері Маракайбо та найближчих річках — Апон, Санта-Ана, Кататумбо, Ескаланте, Ріо-Делос, Пахарос (Колумбія та Венесуела).